# Сваричівка
Свари́чівка — село в Україні, у Прилуцькому районі Чернігівської області. Населення становить 235 осіб. Входить до складу Ічнянської міської громади.
Село постраждало внаслідок геноциду українського народу, проведеного урядом СРСР у 1932—1933 та 1946—1947 роках.

## Географія
Село Сваричівка знаходиться на берегах річки Удай (переважно на правому), вище за течією на відстані 1 км розташоване село Крупичполе, нижче за течією на відстані 1 км розташоване село Вишнівка.

## Історія
У часи козаччини — у 2-ій полковій сотні Ніжинського полку.
За універсалом 1708 року, 27 жовтня «село Крупичполе с присельчанами Вишневскою и Сваричовскою, а также села Максимовка, Рожновка, Безугловка, Липовый Рог, Девица Володькова утверждены за Нежинским полковником Лукьяном Жураковским царскими грамотами». А через десять років «Универсалом 1718 года гетьман Скоропадский подтвердил вдове Нежинского полковника Лукьяна Жураковского, Анне Апостоловне, право на владение селами Крупичполем с приселками Вишневскою и Сваричовкою, Рожновкою, Максимовкою, Безугловкою и Володьковою — Девицею».
Є на мапі 1826-1840 років.
У 1859 році в селі володарському та козачому Сваричковка (Сваричевка) були церква, завод вінокурений та 117 дворів, де жило 555 осіб (298 чоловічої та 267 жіночої статі).
За 1786 рік є згадка про кількість водяних млинів у цій місцевості: на Острі — 7, на Іченьці — 7, на Удаї — 4, на річці Іржавець — 5, на річці Парафіївці — 5. 1860 року Крупичполе входило до Парфіївської мирової дільниці й було волосним. До нього належало 10 сіл. У 1860–1861 роках у Крупичполі дворянин Ловцов мав пивогорілчаний завод з паровим котлом. У Сваричівці такий завод належав Макарову. Річна продуктивність першого становила 1429,8, другого — 7407,3 відра. 1862 року «По возделыванию табака заслуживает внимание селение: Красиловка, Припутай, Шиловичи, Крупичполь, Гужовка, Сваричовка… В Крупичполе на торговой дороге из Борзньї в Прилуку имеется переправа через р. Удай». Відкриття школи в Крупичполі припадає на 1870 рік, у Сваричівці — 1878 рік (село Сваричівка входить до Крупичпільської сільської ради). У них у ті роки навчалося 39 і 12 учнів.
З 1917 року — у складі УНР. Після двох українсько-російських воєн 1918—1920 — у зоні окупації комуністичного режиму РСФСР, з 1922 — в СССР. Починаючи з 1929 року, комуністична влада систематично тероризує незалежних селян Сваричівки, а 1932 року вдається до прямих убивств голодом. Зокрема, у Сваричівці комуністи заморили голодом дітей молодшого шкільного віку — 8-річну Анастасію Давиденко, 7-річну Любов Залізну, 10-річну Ольгу Мисан. Загальна кількість убитих не відома, але вона може перевищувати 20 % мешканців села. 
1991 роуц в селі відновлено українську владу.

У селі в 1709 році побудовано церкву в ім’я Успіння Богородиці, яка у 2012 році віднесена до пам'яток архітектури національного значення за № 250046-Н.
Докладніше:Церква Успіння Богородиці (Сваричівка)
До 2017 року орган місцевого самоврядування — Крупичпільська сільська рада.

## Відомі постаті
- о. Микола Ширяй — священик, настоятель місцевої церкви до 1922 року. Згодом — єпископ УАПЦ та ДХЦ.
- Чамуха Миайло Дмитрвич (1918-2009) — талановитий вчений у галузі вівчарства, організатор наукових досліджень.
- Штепа Ольга Антонівна — українська поетеса, краєзнавець.